# Darkstalkersserien
Darkstalkersserien, i Japan och övriga Asien känd som Vampire (ヴァンパイア Vanpaia?), är en dator- och TV-spelsserie bestående av man mot man-fightingspel i gotisk miljö. Första spelet släpptes 1994.

## Spel

### Huvudserien
| Titel                                   | Släppår |
| --------------------------------------- | ------- |
| Darkstalkers: The Night Warriors        | 1994    |
| Night Warriors: Darkstalkers' Revenge   | 1995    |
| Darkstalkers 3                          | 1997    |
| Vampire Hunter 2: Darkstalkers' Revenge | 1997    |
| Vampire Savior 2: The Lord of Vampire   | 1997    |
| Darkstalkers Chronicle: The Chaos Tower | 2000    |
| Vampire: Darkstalkers Collection        | 2005    |
| Darkstalkers Resurrection               | 2013    |

### Fotnoter
1. ↑  ”Darkstalkers series” (på engelska). Mobygames. http://www.mobygames.com/game-group/Darkstalkers-series. Läst 23 april 2015.